# Euarestoides
Euarestoides är ett släkte av tvåvingar. Euarestoides ingår i familjen borrflugor.
Kladogram enligt Catalogue of Life:
| Euarestoides | \| \| Euarestoides abstersus \| \| \| \| \| \| Euarestoides acutangulus \| \| \| \| \| \| Euarestoides dreisbachi \| \| \| \| |
|              | \| \| Euarestoides abstersus \| \| \| \| \| \| Euarestoides acutangulus \| \| \| \| \| \| Euarestoides dreisbachi \| \| \| \| |
|              | Euarestoides abstersus |
|              | |
|              | Euarestoides acutangulus |
|              | |
|              | Euarestoides dreisbachi |
|              | |